# Лапьер, Максим
Ма́ксим Ла́пьер (фр. Maxim Lapierre; род. 29 марта 1985, Монреаль, Квебек) — канадский хоккеист центральный нападающий. На драфте НХЛ 2003 года был выбран во 2-м раунде под общим 61-м номером клубом «Монреаль Канадиенс». Обладатель Кубка Колдера 2007 года в составе фарм-клуба «Канадиенс» — «Гамильтон Булдогс».
Юниорскую карьеру провёл в Главной юниорской хоккейной лиге Квебека, где в течение четырёх сезонов играл в составе команд «Монреаль Рокет» и «Пи-И-Ай Рокет». 28 июля 2005 года подписал контракт с «Монреаль Канадиенс», за который выступал на протяжении пяти лет, пока в декабре 2010 года его не обменяли в «Анахайм Дакс». Спустя два месяца второй раз в сезоне 2010/11 сменил команду — «Анахайм» совершил обмен с участием нападающего в «Ванкувер Кэнакс». Лапьер помог «Кэнакс» впервые за 17 лет выйти в финал Кубка Стэнли, где в семиматчевом противостоянии «Ванкувер» проиграл борьбу за трофей «Бостон Брюинз». 5 июля 2013 подписал контракт с «Сент-Луис Блюз» сроком на два года. 27 января 2015 обменян в «Питтсбург Пингвинз». Не сумев подписать контракт в межсезонье с одним из клубов Национальной хоккейной лиги, 1 сентября 2015 года заключил однолетний договор с МОДО.

## Клубная карьера

### Юниорская карьера
На драфте Главной юниорской хоккейной лиги Квебека (QMJHL) 2001 года был выбран во 2-м раунде под общим 25-м номером командой «Монреаль Рокет». Однако большую часть сезона 2001/02 Максим играл за «Кап-де-ла-Манделейн Эстэкад» из Младшей хоккейной лиги Квебека (QMAAA), сыграв за «Рокет» всего 9 игр.
Сезон 2002/03 стал для нападающего первым полноценным в QMJHL. Лапьер смог закрепиться в основном составе «Рокет» и по итогам сезона с 22 голами занял 5-е место по заброшенным шайбам среди игроков команды. Также Максим принял участие в Матче всех звёзд CHL 2003 года, который ежегодно проводится под эгидой Канадской хоккейной лиги (CHL) среди перспективных участников драфта НХЛ, выступающих в Главной юниорской хоккейной лиге Квебека, Хоккейной лиге Онтарио и Западной хоккейной лиге.
Команда «Монреаль Рокет» в 2003 году сменила город базирования на Шарлоттаун и была переименована в «Принс Эдуард Айленд Рокет (Пи-И-Ай Рокет)» (англ. Prince Edward Island Rocket, PEI Rocket). В составе уже «Пи-И-Ай Рокет» сезоны 2003/04 и 2004/05 Лапьер с 25 заброшенными шайбами завершил на третьем и втором месте в списке бомбардиров своей команды, соответственно. Кроме того, в сезоне 2003/04 занял третье место по набранным очкам среди хоккеистов «Рокет».

### «Монреаль Канадиенс»

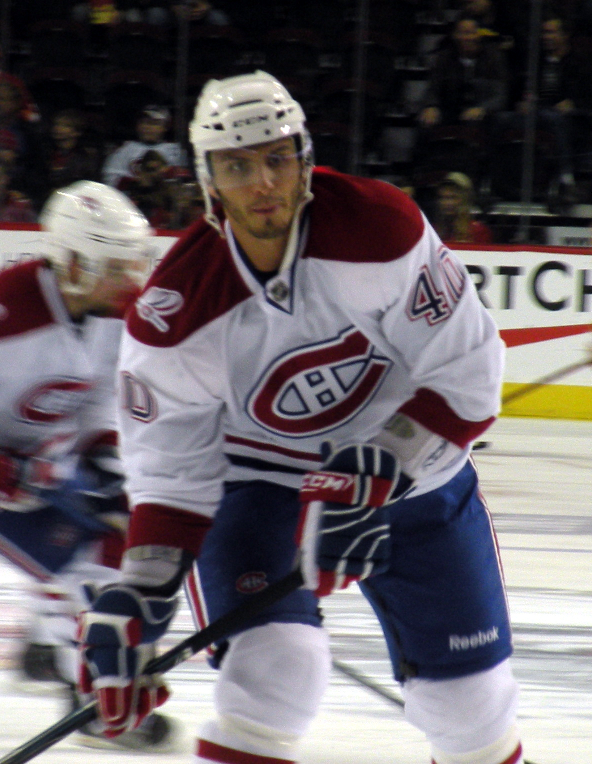
Лапьер в составе «Монреаль Канадиенс»

На драфте 2003 года Лапьер был выбран клубом «Монреаль Канадиенс» во 2-м раунде под общим 61-м номером, но только спустя два года, 28 июля 2005 года, он подписал контракт с канадским клубом. Практически весь сезон 2005/06 нападающий провёл в Американской хоккейной лиге (АХЛ), выступая за фарм-клуб «Канадиенс» — «Гамильтон Булдогс», где дебютировал 14 октября 2005 года, в матче против «Гранд-Рапидс Гриффинс». Первое очко в своей профессиональной карьере Лапьер заработал 25 октября 2005 года, во встрече против «Сиракьюз Кранч», а первую шайбу забросил 5 ноября 2005 года, в игре против «Торонто Марлис». Дебютный матч в Национальной хоккейной лиге (НХЛ) (оказавшийся впоследствии и единственным в сезоне) сыграл 15 ноября 2005 года, выйдя на лёд в составе «Монреаля», во встрече против «Флорида Пантерз».
Сезон 2006/07 нападающий начал в АХЛ. К моменту своего первого появления в составе «Канадиенс», 12 декабря 2006 года, в матче против «Бостон Брюинз», Лапьер, выступая за «Гамильтон Булдогс», сумел оформить хет-трик. Уже в первой игре сезона за «Монреаль» Максим заработал своё первое очко в НХЛ за результативную передачу, которая помогла его клубу одержать победу над соперником со счётом 4:3. Спустя два дня, в матче против «Тампа Бэй Лайтнинг», поразив точным броском ворота Марка Дени, Лапьер открыл счёт заброшенным шайбам в НХЛ. По итогам регулярного сезона «Монреаль» не попал в розыгрыш плей-офф Кубка Стэнли 2007, и после его окончания нападающий отправился играть за фарм-клуб «Канадиенс». Хоккеисты «Гамильтона» в плей-офф Кубка Колдера 2007 смогли дойти до финала, где их соперниками стали игроки «Херши Беарс». В финальной серии, состоявшей из 5 матчей, «Булдогс» одержали победу над соперником и впервые в своей истории стали обладателями кубка. Забросив шайбу и отдав голевую передачу, в пятом решающем матче серии, Лапьер стал одним из героев встречи и помог «Гамильтону» выиграть у «Херши» со счётом 2:1.
Сезон 2007/08, как и два предыдущих, Максим начал в АХЛ, где выступал до ноября 2007 года. Матч против «Филадельфия Фантомс» стал для Лапьера последним в качестве игрока «Булдогс». В начале декабря тренерский штаб «Канадиенс» отозвал нападающего из фарм-клуба, и оставшуюся часть сезона Максим играл в НХЛ. По итогам сезона «Монреаль», заняв 1 место в Восточной конференции, смог выйти в розыгрыш плей-офф Кубка Стэнли 2008. Дебютную игру в плей-офф нападающий сыграл 10 апреля 2008 года, в первом матче 1/4 финала конференции, где соперником «Канадиенс» стал клуб «Бостон Брюинз». 10 апреля Максим набрал первое очко в рамках плей-офф.
9 июня 2008 года Лапьер подписал новый контракт с «Монреалем» сроком на 2 года. Сезон 2008/09 нападающий впервые начал как игрок «Канадиенс». 11 ноября 2008 года, в одном из игровых эпизодов встречи против «Оттава Сенаторз», Лапьер получил удар в голову локтем от хоккеиста соперника Яркко Рууту. Хотя Максим и не получил повреждений, Рууту за это нарушение всё же был дисквалифицирован на два матча. 4 декабря 2008 года, в матче против «Нью-Йорк Рейнджерс», забросив шайбу, отдав передачу и подравшись с игроком соперника Петром Прухой, Максим оформил хет-трик Горди Хоу. Первый хет-трик в НХЛ Лапьер сделал 29 декабря 2008 года, во встрече против «Флорида Пантерз». За три заброшенные шайбы в одном матче нападающий был признан второй звездой игрового дня. После того как «Монреаль» завершил выступление в плей-офф Кубка Стэнли 2009, проиграв в первом раунде серию «Бостон Брюинз», Лапьеру была проведена операция на голеностопе, травма которого на протяжении сезона мешала нападающему играть в полную силу.
Первую дисквалификацию в НХЛ за грубую игру Лапьер получил в сезоне 2009/10. 4 марта 2010 года, в третьем периоде встречи с «Сан-Хосе Шаркс», Максим исполнил грубый силовой приём против игрока соперника Скотта Никола, после которого Скотт, получив травму, не смог продолжить игру. Главный арбитр матча не усмотрел нарушений в действиях нападающего, однако после рассмотрения дела об инциденте в Департаменте по безопасности игроков НХЛ, Лапьер всё же получил наказание в виде дисквалификации сроком на 4 матча. Кроме того на него был наложен штраф в размере 14 тысяч долларов.
Срок действия двухлетнего контракта с «Монреалем» у нападающего истекал по окончании сезона 2009/10. Квалификационное предложение руководство «Канадиенс» сделало в июне 2010 года, но сразу договориться о подписании нового соглашения сторонам не удалось. Только 13 июля 2010 года, находясь в статусе ограниченно свободного агента, Максим подписал с «Монреалем» контракт сроком на 1 год, по которому зарплата хоккеиста устанавливалась в размере 900 тысяч долларов.

### «Анахайм Дакс» и «Ванкувер Кэнакс»

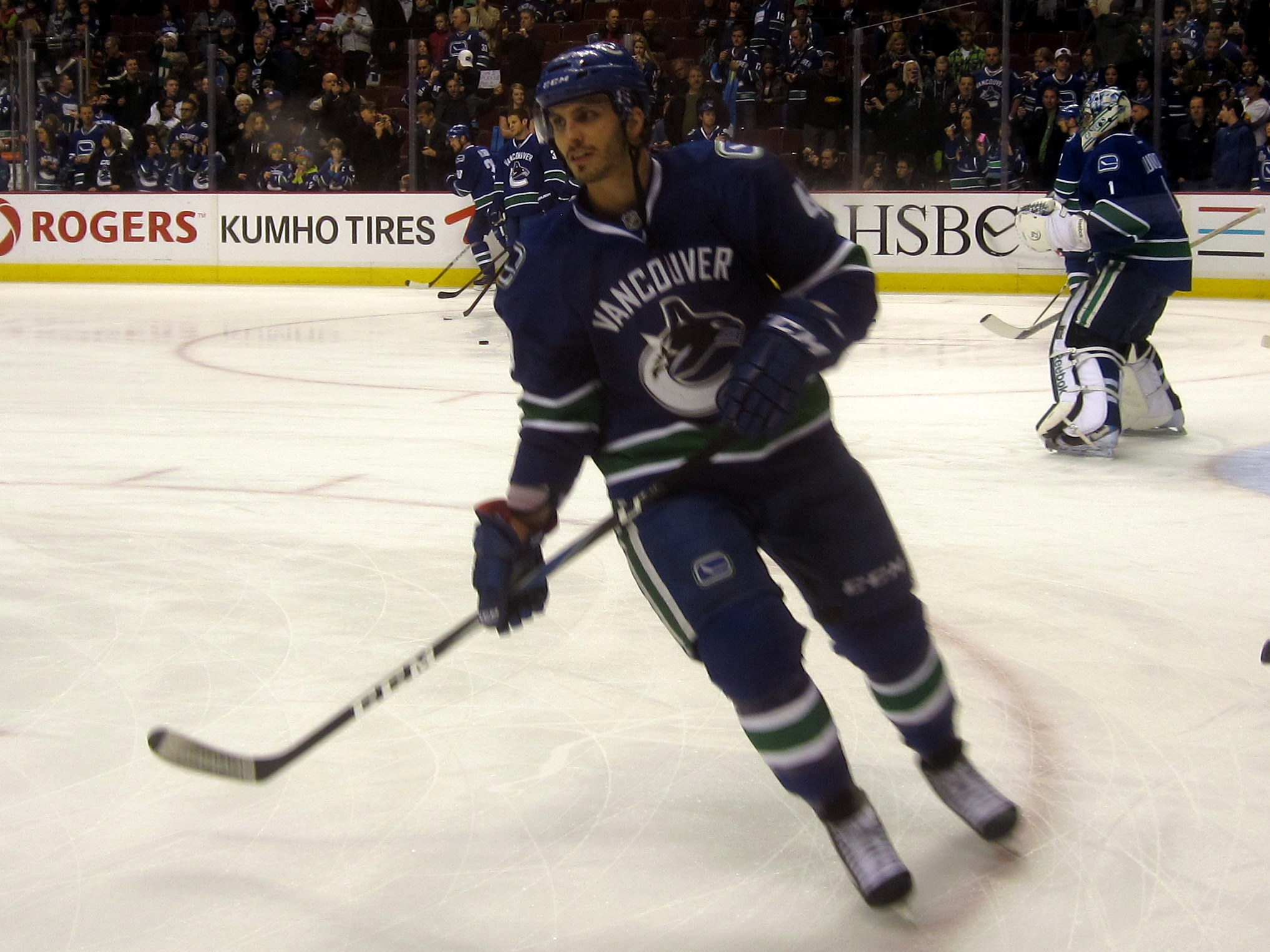
В составе «Ванкувера» Лапьер стал финалистом Кубка Стэнли 2011

После пяти лет, проведённых в составе «Канадиенс», 31 декабря 2010 руководство «Монреаля» совершило обмен Лапьера в «Анахайм Дакс» на Бретта Фестерлинга и право выбора в 5-м раунде драфта 2012 года. Игроком «Дакс» Максим был на протяжении только двух месяцев. Сыграв за «Анахайм» 21 матч, в конце февраля 2011 года руководство «Дакс» обменяло Лапьера в «Ванкувер Кэнакс» на МакГрегора Шарпа, Джоэла Перро и право выбора в 3-м раунде драфта 2012 года. Хоккеисты «Кэнакс» в плей-офф Кубка Стэнли впервые за 17 лет смогли дойти до финала, где их соперниками стали игроки «Бостон Брюинз». Лапьер помог своей команде выиграть пятый матч финальной серии, забросив в игре единственную шайбу. Благодаря одержанной победе, «Кэнакс» вышли вперёд в серии — 3:2. Однако для «Ванкувера» эта победа оказалась последней в финале. «Бостон» выиграл следующие два матча и стал обладателем Кубка Стэнли 2011 года.
27 июня 2011 года Лапьер подписал контракт с «Кэнакс» сроком на 2 года. По финансовым условиям соглашения зарплата хоккеиста устанавливалась в размере 1 миллиона долларов за сезон. Сезон 2011/12 нападающий закончил с рекордными для себя в НХЛ 130 минутами штрафного времени. Кроме того по ходу сезона Максим 7 раз принимал участие в драках, а с нападающим «Детройт Ред Уингз» Джастином Абделькадером, Лапьер подрался дважды: 13 октября 2011 года и 2 февраля 2012 года.
Большую часть сезона 2012/13 Лапьер оставался без игровой практики, так как на время локаута, который продолжался в лиге до января 2013 года, нападающий не подписал контракт с какой-либо из команд не из НХЛ.

### «Сент-Луис Блюз» и «Питтсбург Пингвинз»

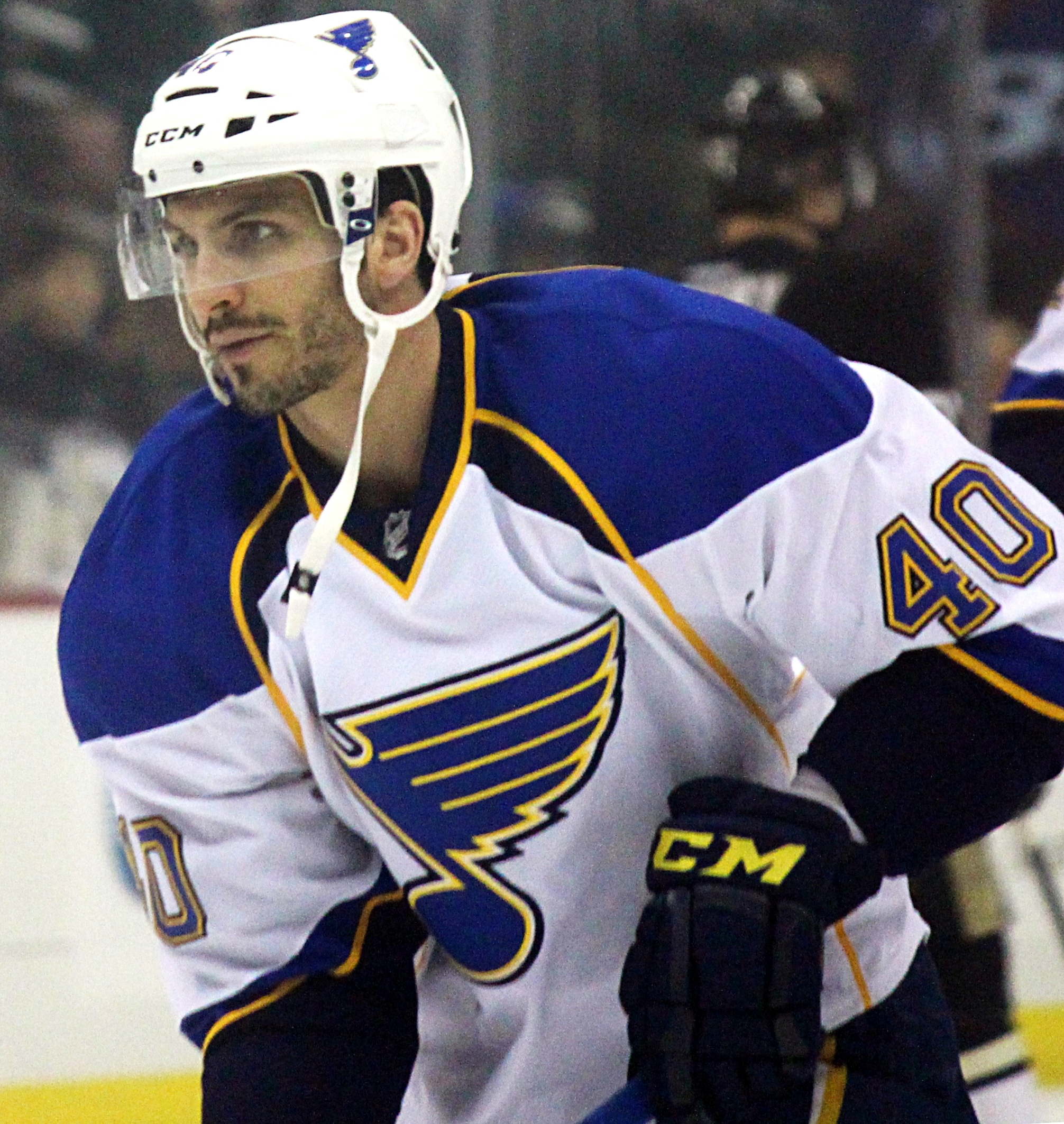
Максим в игре за «Сент-Луис» в сезоне 2013/14

Срок действия контракта с «Кэнакс» у Лапьера истекал после окончания сезона 2012/13. Однако договориться с руководством клуба о его продлении нападающему не удалось и 1 июля 2013 года хоккеист получил статус неограниченно свободного агента. 5 июля 2013 года Лапьер подписал контракт с «Сент-Луис Блюз» сроком на 2 года. 15 октября 2013 года, во встрече с «Сан-Хосе Шаркс» Лапьер, исполнив запрещённый силовой приём против игрока соперника Дэна Бойла, нанёс последнему травму головы, из-за которой Бойл не смог продолжить матч. За нарушение правил Максим сначала получил 20 минут штрафного времени, а затем был удалён до конца встречи. После рассмотрения дела в Департаменте по безопасности игроков НХЛ Лапьер был дисквалифицирован на 5 матчей сезона и оштрафован на сумму в 28,2 тысячи долларов.
Сезон 2014/15 Лапьер начал в составе «Сент-Луиса», однако продолжил его в «Питтсбург Пингвинз». 27 января 2015 года руководство «Блюз» обменяло Максима в «Пингвинз» на немецкого нападающего Марцела Гоча.

### МОДО
В июне 2015 года в прессе появилась информация, что «Питтсбург» не будет продливать контракт с Лапьером. 1 июля нападающий получил в НХЛ статус неограниченно свободного агента, однако в межсезонье ему не удалось заключить договор ни с одним из клубов лиги. 1 сентября Максим подписал однолетний контракт с клубом МОДО из Шведской хоккейной лиги.

## Стиль игры
Лапьер известен как игрок третьего и четвёртого звена. Он является универсальным нападающим и может играть как в центре, так и на фланге атаки. На льду в играх за свою команду он исполняет роль провокатора и с помощью различных «грязных приёмов» — оскорблений, ударов исподтишка, толчков, жесткой игры, ударов клюшкой — заставляет игроков соперника нарушать на себе правила.

## Статистика
| Легенда | Легенда                    | Легенда | Легенда                   | Легенда | Легенда    |
| ------- | -------------------------- | ------- | ------------------------- | ------- | ---------- |
| И       | Количество проведённых игр | Штр     | Штрафное время            | +/−     | Плюс-минус |
| Г       | Голы                       | П       | Голевые передачи          | О       | Очки       |
| -       | Статистика неизвестна      | —       | Статистика не учитывалась |         |            |

### Клубная карьера
- Статистика приведена по данным официального сайта НХЛ[38].

## Достижения
| Год  | Команда           | Достижение               | Достижение |
| ---- | ----------------- | ------------------------ | ---------- |
| 2007 | Гамильтон Булдогс | Обладатель Кубка Колдера | [ 3 ]      |

| Год  | Команда        | Достижение                    | Достижение |
| ---- | -------------- | ----------------------------- | ---------- |
| 2003 | Монреаль Рокет | Участник Матча всех звёзд CHL | [ 3 ]      |